# Joaquim Bassegoda i Amigó
Joaquim Bassegoda i Amigó (La Bisbal del Ampurdán, 1854-Barcelona, 1938) fue un arquitecto español.

## Trayectoria
Era hijo de Bonaventura Bassegoda i Mateu, albañil de profesión, y hermano del también arquitecto Bonaventura Bassegoda i Amigó, con el que trabajó en asociación. Se tituló en 1878. Fue catedrático y director de la Escuela Técnica Superior de Arquitectura de Barcelona (1922-1924).
Junto con su hermano, fue autor en Barcelona de las casas Rocamora (paseo de Gracia 6-14, 1914-1920), un conjunto de tres edificios contiguos de gran monumentalidad, de estilo modernista de tendencia goticista y cierto aire afrancesado; destacan en la fachada las tribunas coronadas por bóvedas peraltadas y un torreón en el chaflán con cubierta cónica, así como los motivos ornamentales de aspecto plateresco. Otras obras suyas fueron: la casa Bosch i Alsina (plaza de Cataluña 8, 1891-1892), junto con su hermano y su tío Pere Bassegoda i Mateu; y la casa Berenguer (C/ Diputación 246, 1907-1908), también con su hermano. Fue autor también de la casa Juncosa en Olot (paseo de Barcelona 8, 1920), en un estilo clasicista de influencia francesa.